# Jean-Pierre Barra
Jean-Pierre Barra (Gent,  16 mei 1939) is een gewezen Belgische atleet, die was gespecialiseerd in de sprint. Hij nam eenmaal deel aan de Olympische Spelen en behaalde één Belgische titel.

## Biografie
Barra werd in 1960 Belgisch kampioen op de 200 m en verbeterde dat jaar, samen met zijn ploeggenoot Romain Poté, het Lijst van Belgische records atletiek op dat nummer van Jacques Vercruysse naar 21,3 s. Hij werd daarop geselecteerd voor de Olympische Spelen in Rome, waar hij werd uitgeschakeld in de reeksen.
Opmerkelijk hierbij was dat Barra zijn linkerhand miste en met een prothese liep.

### Clubs
Barra was aangesloten bij AA Gent.

## Belgische kampioenschappen
| Onderdeel | Jaar |
| --------- | ---- |
| 200 m     | 1960 |

## Persoonlijke records
| Onderdeel | Prestatie | Datum           | Plaats |
| --------- | --------- | --------------- | ------ |
| 100 m     | 10,7 s    |                 |        |
| 200 m     | 21,3 s    | 7 augustus 1960 | Brugge |

## Palmares

### 200 m
- 1960:  BK AC - 21,9 s
- 1960: 4e in reeks OS in Rome - 22,3 s